# Parque Masayoshi Ōhira
El parque Masayoshi Ōhira es un parque de la Ciudad de México ubicado en la alcaldía Coyoacán. Fue construido como símbolo de la amistad diplomática entre México y Japón.
El parque se ubica en la colonia Country Club, muy cerca del Centro Nacional de las Artes y de la calzada de Tlalpan (a la altura de la estación del metro General Anaya), en la delegación Coyoacán, al sur de la Ciudad de México. Fue inaugurado por el entonces regente de la capital, Javier Rojo Gómez, el 14 de febrero de 1942, como consigna una placa del lugar. El parque fue llamado por las personas "de la pagoda", debido a que en el sitio se colocó una construcción de ese tipo, que desapareció tras un incendio en los años 70. 

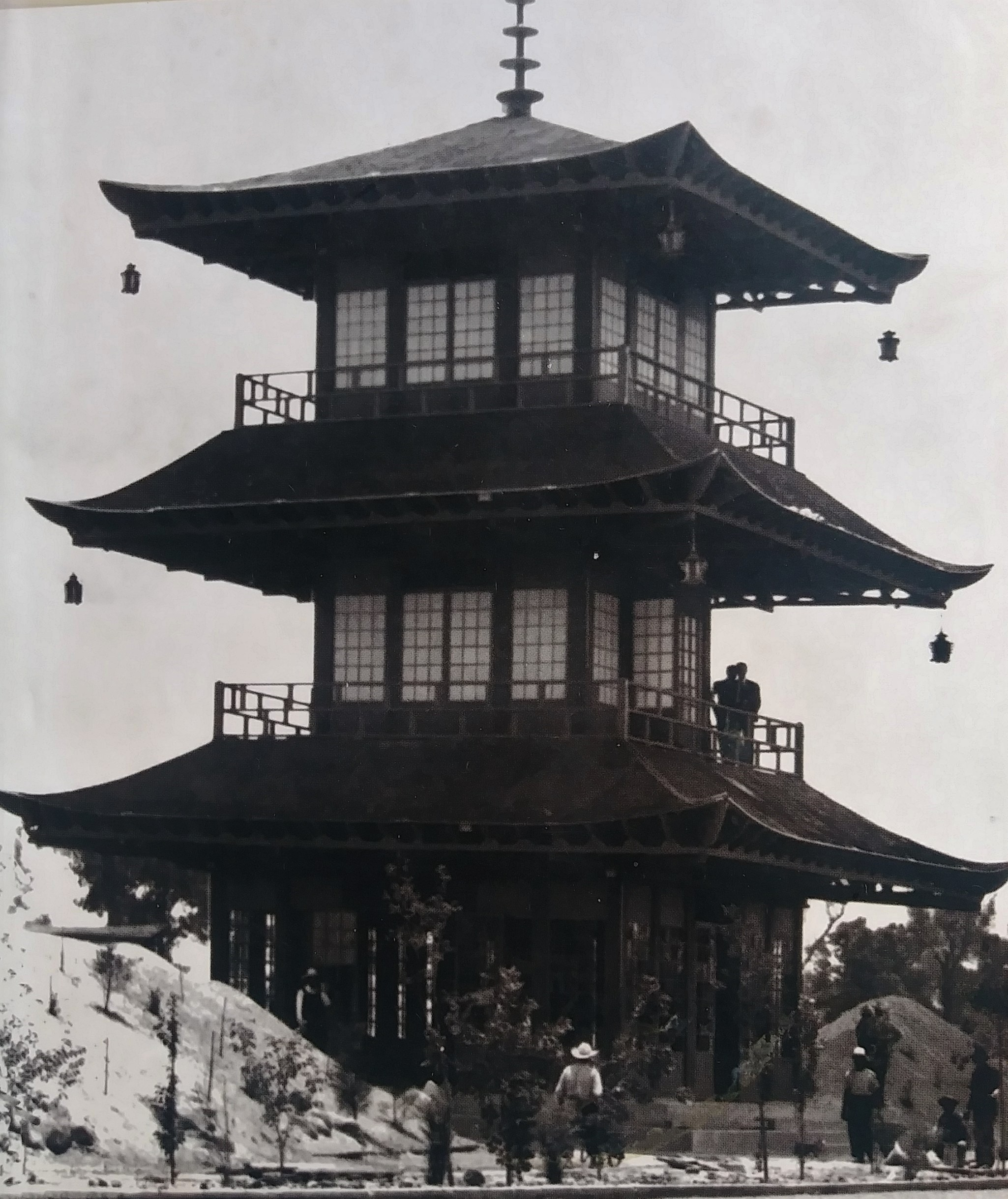
La Pagoda 1942

El parque también contaba con un laberinto hecho con arbustos. Debido a su colindancia con los estudios cinematográficos Churubusco, el parque fue ocupado como set de filmaciones en muchas ocasiones, o era común ver pasear en él a actores y actrices.
En mayo de 1980, el primer ministro de Japón Masayoshi Ōhira realizó la primera visita oficial a México con el fin de mejorar las relaciones bilaterales entre ambos países. Con este motivo, se decidió remodelar el parque, y darle su actual diseño tradicional japonés, incluyendo una portal torii en medio de un pequeño lago.
En 2014, se remodeló integralmente al permanecer por casi dos décadas sin mantenimiento, con fondos donados por la Asociación México Japonesa —que también donó cerezos para ser plantados—, por la Embajada del Japón en México y por la delegación Coyoacán. Además de la presencia de autoridades de México y de Japón, en la reinauguración del parque estuvo presente Tomonori Ōhira, hija del ex primer ministro, quien había fallecido un mes después de la visita de estado en 1980. Además de las estructuras japonesas, existe una casa para adultos mayores. Se plantaron diversas especies de los árboles que crecen en Japón, tales como arces, peonias, wisterias, ciruelos y cerezos.